# گرداب سنگی
گرداب سنگی به زبان محلی «گرداو بردینه» یکی از آثار تاریخی بر جای مانده از دوره ساسانیان در شهر خرم‌آباد است. گرداب سنگی در مرکز شهر خرم‌آباد و در میان بافت قدیمی شهر در کنار میدان تختی واقع شده‌است. بنای گرداب سنگی دایره‌ای شکل است و به دور چشمه‌ای با استفاده از سنگ و ساروج (آهک و گچ) ساخته شده‌است تا آب خارج شده از چشمه را ساماندهی کرده و سپس از طریق کانال آب چشمه را به نقاط مختلف شهر باستانی شاپورخواست منتقل کند. چشمه گرداب سنگی تقریباً در تمام ایام سال آب دارد. قطر این بنا ۱۸ متر با محیط ۲۵۶ متر مربع با پهنای ۳ متر و ارتفاع آن تا کف چشمه ۱۸ متر است. بنای گرداب سنگی دارای یک دریچه‌ای به ابعاد ۹۰×۱۶۰ برای انتقال آب از گرداب به کانال‌ها توزیع آب است. این بنا در تاریخ ۱۸ مرداد ۱۳۵۵ به شماره ۱۲۷۴ در فهرست آثار ملی ایران به ثبت رسیده‌است. 
چشمه‌ای که گرداب سنگی از آن تغذیه می‌شود، از اواسط زمستان تا اواسط تابستان پرآب است و در سایر مواقع خشک و خاموش است. آبدهی این چشمه ۱۷۰ لیتر در ثانیه است که این میزان در اوایل فصل بهار افزایش می‌یابد.

## ثبت ملی
این بنا در تاریخ ۱۸ مرداد ۱۳۵۵ به شماره ۱۲۷۴ در فهرست آثار ملی ایران به ثبت رسیده‌است.

## لایروبی
عملیات لایروبی و پاکسازی گرداب سنگی پس از۱۶ سال توسط تیم اجرایی شهرداری و شورای شهر خرم آباد در آذرماه سال ۱۴۰۰ انجام شد.